# Cuevas de Seriñá
Las cuevas de Seriñá (en catalán coves de Serinyà) es un yacimiento arqueológico del Paleolítico, ubicado en Seriñá, en la comarca gerundense de Pla de l'Estany (España). Fue descubierto a finales del siglo XIX y se le consideró un lugar de asentamientos humanos estacionales y de enterramientos.
El farmacéutico y prehistoriador español Pere Alsius i Torrent fue quien inició las excavaciones. Las principales cuevas que pertenecen al yacimiento son : cueva Reclau Viver, cueva l'Arbreda, cueva Pau y cueva del Mollet. Todas ellas forman parte del actual Parque de las cuevas prehistóricas de Seriñá.
El registro arqueológico y paleontológico va desde hace 200 000 años, con Homo heidelbergensis (se ha encontrado un molar juvenil) en la cueva del Mollet, pasando por Homo neanderthalensis (90 000 a 39 000) en la  cueva de l'Arbreda, hasta hace 11 000 Homo sapiens sapiens (cuevas de l'Arbreda, el Reclau Viver y Pau).